# 夕阳红
夕阳红，是中国中央电视台的唯一一档老年类专题栏目，1993年10月25日开播。该节目自开播以来深受老年人喜爱，现时也是央视最重要的栏目之一。
该栏目现安排于中国中央电视台社会与法频道播出，播出时间为北京时间每天8:25和16:25（页面存档备份，存于）。曾在央视1、2、4、10套节目播出。香港方面，亚洲电视本港台曾播出此节目的粤语版。

## 历史

《夕阳红》节目题字（现已停用）

1993年10月，《夕阳红》开播，开播当年中国进入人口老龄化社会有六年之远。当时的中国中央电视台社教中心科教部与国务院发展研究中心《管理世界》杂志社的联合创办者了解到了中国社会人口老龄化的信息，《夕阳红》正式诞生，当时在央视一套播出，此后安排在央视二套、央视四套播出（后来停播）。
2010年12月7日，《夕阳红》暂停播出，原节目时段以《生活早参考》取代。2011年6月27日，《夕阳红》恢复播出，播出平台由央视一套转至央视十套，播出时间为周一至周五早上7:00，主持人也替换为两个年轻的美女主播。
2013年9月30日，《夕阳红》转至中国中央电视台社会与法频道播出，节目内容改为讲述老年人的故事。

## 主持人
- 黄薇（现任）
- 陈志峰
- 张悦
- 沈力(已于2020年7月28日逝世)

## 环节
现时，该栏目是一档讲述老年人的故事的栏目。以下为节目曾经出现的环节：
- 《关注夕阳》
- 《祝您健康》
- 《不老人生》
- 《生活新视窗》
- 《潇洒走四方》
- 《相约夕阳红》
- 《爷爷奶奶动脑筋》
- 《欢聚夕阳红》
- 《书画课堂》

## 主题曲
该节目在2010年12月6日之前使用的主题曲为《最美不过夕阳红》，由乔羽作词、张丕基作曲。该歌曲在中国大陆深受广大民众喜爱。